# Spiraea teniana
Spiraea teniana är en rosväxtart som beskrevs av Alfred Rehder. Spiraea teniana ingår i släktet spireor, och familjen rosväxter. Utöver nominatformen finns också underarten S. t. mairei.